# Conector IDC

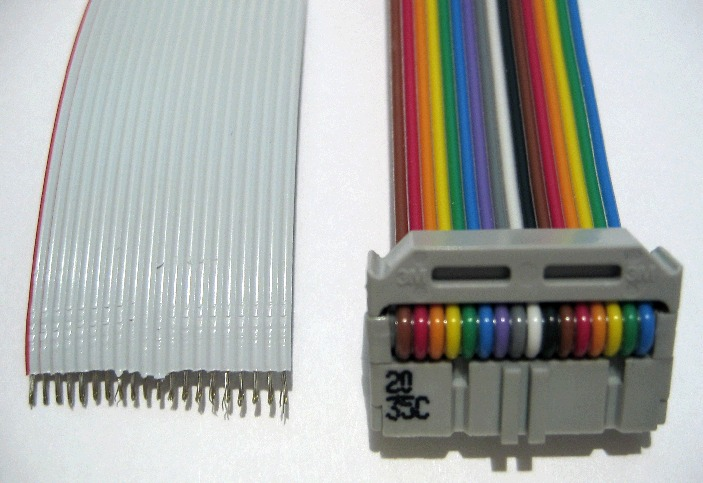
Dos cables cinta: el gris está pelado, y el tipo arco iris tiene un conector IDC

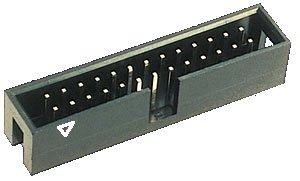
Enchufe macho de 2x13

Un conector IDC (insulation-displacement connector), conector IDT (insulation-displacement technology/termination) o conector por desplazamiento del aislante es un conector eléctrico diseñado para ser conectado a un conductor (o conductores) de un cable aislado mediante un proceso de conexión selectivo a través de aislamiento por medio de una o varias cuchillas afiladas, evitando la necesidad de pelar la cubierta del cable antes de conectar. Cuando está bien hecho, la cuchilla del conector se suelda en frío al alambre, logrando una conexión hermética sumamente fiable.
La tecnología IDC moderna fue influenciada y desarrollada después de la investigación sobre wire-wrap y conexiones corrugadas, tecnología originalmente desarrollada por Western Electric, Laboratorios Bell, y otras empresas. Aunque originalmente fue diseñado para conectar solamente conductores sólidos (de una sola hebra), eventualmente la tecnología IDC también fue extendida a los alambres de hebras múltiples.
Estas conexiones generalmente se ven en aplicaciones poco frecuentes como las redes de telecomunicaciones, redes de computadoras y en conexiones de señal entre las partes de un dispositivo electrónico o sistema informático.

## Cable cinta
El cable cinta (conocido también como cable faja o cable plano) está diseñado para ser usado en conectores IDC multi-contacto de tal manera que las conexiones IDC pueden hacer a la vez, ahorrando tiempo en aplicaciones donde muchas conexiones son necesarias. Estos conectores no están diseñados para ser reutilizables, pero se pueden volver a usar si se tiene cuidado al retirar el cable.
El Pin 1 está típicamente indicado en el cuerpo del conector por un color rojo o una marca "V" en relieve. El alambre correspondiente en un cable cinta generalmente está indicado por una coloración roja, por un surco sobresaliente y moldeado, o por marcas impresas sobre el aislante del cable.

## Enchufes telefónicos y de red

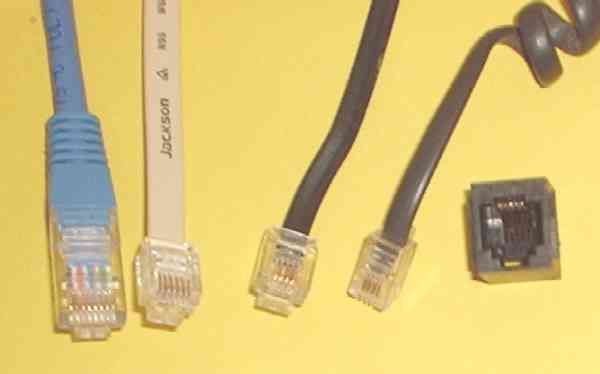
De izquierda a derecha, conectores RJ: enchufe RJ-45 de ocho pines enchufe RJ-25 o RJ-12 de seis pines enchufe RJ-11 o RJ-14 de cuatro pines enchufe del auricular RJ-22 de cuatro pines (RJ-10 o RJ-9).

En algunos tipos de enchufes telefónicos y de red, incluyendo el BS 6312 (uso británico) y la familia de registered jack (RJ), generalmente utilizan cables separados en una vaina. En estas aplicaciones, la vaina externa se retira, después los cables son insertados dentro del conector y una herramienta especial de corrugado es utilizada para forzar los contactos hacia dentro de los cables. Tradicionalmente estos conectores se utilizaron con cables planos que fácilmente permitían asegurarse que el cable correcto vaya dentro de la ranura correcta. Sin embargo los conectores modulares usados con pares trenzados de cable de Categoría 5 requerían una cuidadosa organización a mano de los cables, antes de insertarlos dentro del conector.

## Bloques de conexión
Los bloques de conexión (Punch block) están destinados a conectar cables individuales dentro de su respectiva posición en el bloque con una herramienta especial de punchdown. Terminaciones tipo punchdown generalmente también se las encuentra en teléfonos y en enchufes de pared para red, en paneles de bastidor y en bastidores de distribución, y en equipos de telefonía como el PBX.

## Diseños comunes
Los conectores son clasificados por espaciado del pin en mm (tono), número de pines, y número de filas. Los conectores comúnmente utilizados en las computadoras son:
- 3.5 en el IDE para disco duro de las computadoras de escritorio - tono de 2.54 mm, 40 pines, 2×20 (2 filas de 20 pines)
- 2.5 en el IDE para disco duro de las computadoras portátiles - tono de 2.00 mm, 44 pines, 2×22 (2 filas de 22 pines)
- Serial DE-9 en placa madre - tono de 2.54 mm, 10 pines, 2×5 (2 filas de 5 pines)
- Serial DB-25 en placa madre